# Многорядник
Многоря́дник (лат. Polystichum) — род папоротников семейства Щитовниковые (Dryopteridaceae) порядка Многоножковые (Polypodiales).

## Описание
Многолетние вечнозелёные или летне-зелёные растение. Высота растения от 30 до 120 см. Корневище толстое и короткое. Вайи с щитковидными индузиями. Кариотип состоит из 82 (Polystichum lonchitis) или 164 (Polystichum aculeatum и Polystichum braunii) хромосом.

## Виды
По информации базы данных The Plant List (на июль 2013 год), род включает 276 видов, по другим данным объединяет около 500 видов.
- Polystichum braunii (Spenn.) Fée — Многорядник Брауна
- Polystichum aculeatum (L.) Roth ex Mert. — Многорядник шиповатый
- Polystichum lonchitis (L.) Roth — Многорядник копьевидный
- Polystichum munitum (Kaulf.) C.Presl — Многорядник защищённый

## Распространение
Представители рода встречаются умеренных и субтропических регионах. В Евразии центр разнообразия сосредоточен преимущественно в Китае, Гималаях, Японии и Вьетнаме. Высокое разнообразие род имеет в Центральной и Южной Америке. В США и Канаде 15 видов, в Африке — 16 видов. Восемь видов отмечено на Мадагаскаре, три вида в Макронезии, четыре в Европе, 12 видов в Австралии и несколько видов в Новой Гвинее и Океании

## Применение
Сорта некоторых видов этого рода (например Polystichum setiferum 'Divisilobum Laxum') являются популярными декоративными садовыми растениями. 